# 태화여객
태화여객은 울산광역시에 위치한 지선버스 운송 업체이다. 원래 사명은 “삼정육운”이었으나 이후 현재와 같이 변경하였다.

## 운행 노선

### 지선버스
- 남구2번 (신정현대홈타운 ~ 울산고속버스터미널)
- 남구7번 (현대백화점 ~ 현대백화점)
- 남구11번 (선암호수노인복지관 ~ 선암호수노인복지관)
- 북구5번 (평창리비에르3차 ~ 울산고속버스터미널)